# Hari Muliš
Hari Muliš (hol. Harry Mulisch; 29. jul 1927 — 30. oktobar 2010) je bio holandski pisac. Sa Vilemom Frederikom Hermansom i Gerardom Reveom čini „veliku trojku“ holandske poratne književnosti. Uz romane, drame, eseje i poeziju pisao je i filozofska djela.

## Biografija
Muliš se rodio u porodici Jevreja koji su se u Holandiju doselili nakon Prvog svjetskog rata iz tadašnje Austrougarske. Mulišev otac je za vrijeme njemačke okupacije Holandije radio u banci na poslovima evidencije jevrejske imovine konfiskovane u holokaustu. Zahvaljujući tome, on i porodica su izbjegli odlazak u logor, ali je poslije rata, od novih vlasti, dobio tri godine zatvoru zbog izdaje. Očeva sudbina i moralne dileme vezane uz Drugi svjetski rat čest su motiv Muliševog opusa.
Muliševo najpoznatije djelo je roman Otkriće neba (hol. De ontdekking van de Hemel, engl. Discovery of  Heaven) iz 1992. koji se smatra za najbolji roman svih vremena na holandskom jeziku.

## Bibliografija
- archibald strohalm (1952; roman)
- Tussen hamer en aambeeld (1952; pripovjetka)
- Chantage op het leven (1953; priča)
- De Diamant ("1954; roman)
- De Sprong der Paarden en de Zoete Zee (1955; roman)
- Het mirakel (1955; kratke priče)
- Het Zwarte licht (1957; roman)
- Manifesten (1958; eseji)
- Het Stenen Bruidsbed ((1959; roman)
- Tanchelijn (1960; drama)
- De knop (1961; drama)
- Voer voor Psychologen (1961; autobiografija)
- Wenken voor de bescherming van uw gezin en uzelf, tijdens de Jongste Dag (1961; eseji)
- De Zaak 40/61 (1963; izvještaj o suđenju Eichmannu)
- Bericht aan de Rattenkoning (1966; esej o pobuni studenata u Amsterdamu 1960-ih)
- Wenken voor de Jongste Dag (1967; eseji)
- Het woord bij de daad (1968; eseji)
- Reconstructie (1969; eseji)
- Paralipomena Orphica (1970; eseji)
- De Verteller (1970; roman)
- De Verteller verteld: Kommentaar, Katalogus, Kuriosa en een Katastrofestuk (1971; esej o De Vertelleru)
- De toekomst van gisteren (1972; esej o knjizi koju pisac ne može napisati)
- Oidipous Oidipous (1972; drama)
- Woorden, woorden, woorden (1973; poezija)
- De vogels (1974; poezija)
- Mijn Getijdenboek (1975; autobiografija)
- Tegenlicht (1975; poezija)
- Kind en Kraai (1975; poezija)
- Twee Vrouwen (1975; roman)
- Oude Lucht (1977; priče)
- Opus Gran (1982; poezija)
- De Aanslag (1982; roman);
- De Kamer (1984; priče)
- Hoogste Tijd (1985; roman);
- De Pupil (1987; roman)
- De Elementen (1988; roman)
- De Ontdekking van de Hemel (1992; roman);
- De Procedure (1999; roman)
- Het Theater, de brief en de waarheid (2000; roman);
- Siegfried (2001; roman)

## Spoljašnje veze
- Zvanična stranica Архивирано на веб-сајту  (14. мај 2011) (језик: холандски)
- Schrijversnet - Dutch website with info on Dutch writers
- Harry Mulisch 'Bookweb' on literary website The Ledge, with suggestions for further reading.
- Literatuurplein - Dutch literature website. (језик: холандски)
- Čitulja u Njujork tajmsu (језик: енглески)